# LumiUnion

LumiUnion（※ 佐々木彩夏不在）（TOKYO IDOL FESTIVAL 2025／2025年8月1日／Zepp DiverCity)

LumiUnion（ルミユニオン）は、芸能事務所スターダストプロモーションに所属する女性タレントにより2019年に結成された日本の8人組女性アイドルグループである。
ももいろクローバーZ、私立恵比寿中学、超ときめき♡宣伝部などのグループと共にSTAR PLANET（通称：スタプラ）を構成する。
2025年6月28日に「浪江女子発組合」（なみえじょしはつくみあい）から「LumiUnion」へとグループ名が変更された。

## 概要
2019年3月11日にももいろクローバーZが、2018年に開校した福島県双葉郡浪江町の浪江町立なみえ創成小学校・中学校を訪れ、「東日本大震災から8年。私たちができることをやっていきたい」と語った。そこから具体的な話しが進み、アイドル活動で町の役に立ちたいというももクロの思いを受け入れてもらい、どんなユニットにするかなどを町の人たちと相談しながら準備を進めていった。
浪江町を中心に活動するアイドルグループとして、佐々木彩夏（ももいろクローバーZ）と、アメフラっシ（現 AMEFURASSHI）及びB.O.L.T（2023年4月15日解散）の中からメンバーが選抜され「浪江女子発組合」が結成された。2019年11月24日に浪江町で開催された「復興なみえ町十日市祭」にてお披露目された。
浪江町から始まった「わ」を日本全国に届けること、そして人と土地を結ぶ「縁結び」をグループならではのスタンスで広げることをテーマに活動しており、2024年8月1日より浪江町の第1号「ふるさと応援大使」に就任している。
2023年11月11日に浪江町で行われた「浪江女子発組合「～全曲やります!!～浪女大納会2023」」の中でメンバーの佐々木彩夏より「新体制（4人卒業、4人新加入）になるにあたり、浪江の輪を全国に広げるためにも東京（などの浪江町以外の地域）での活動が増えること、その分浪江町での定期大会の頻度は減ってしまうが、今後も定期的に浪江町に帰ってくる。」旨の発言があった。新体制発足後は「浪江から始まった"わ"を日本全国に届け、人と土地を結ぶ”縁結び”をグループならではのスタンスで活動していく。」というテーマのもと、主に東京や関東近郊でのライブ、イベントが中心になっている。
2025年6月28日に「浪江女子発組合」から「LumiUnion」へとグループ名が変更された。

## コンセプト

### 浪江女子発組合
- キャッチフレーズについて、グループ発足時は「浪江発の風に乗せて、あなたに届きますように」であったが、2023年11月11日の体制変更後は「浪江発の風に乗せて、笑顔が皆様に広がりますように…。」[7]となっている。
- グループのイメージカラーは、浪江町の町の花でもあるコスモス である。
- メンバーカラーは長らく制定されていなかったが、2024年12月にリリースされたミニアルバム『会いに行っていいですか』に伴う新衣装より導入された[9]。
- 浪江女子発組合のグループ名の略称は「JA浪江」であり「Joshihatsu Association Namie」に由来している[10]。なお、浪江町に事務所を置く農業協同組合は「JA福島さくら」であり、呼称は重複しない。
- 総合プロデューサーはももいろクローバーZの佐々木彩夏が務めている。メンバーでもあるのでプレイングプロデューサー（PP）である。メンバーからは親しみを込めてPPP（ピンク・プレイング・プロデューサー）とも呼ばれる。1stアルバムでは正式にPPPとクレジットされている。
- 浪江女子発組合のファンの呼称は「組合員」である[11]。

### LumiUnion
- キャッチフレーズについて、「地域・応援してくれる皆さんと一緒に、“光”と“笑顔”のつながりを広げていくグループ」となる[12]。

## メンバー
| 名前       | よみ            | ニックネーム                 | 生年月日               | メンバーカラー | 出身     | 備考                                                                                    |
| ---------- | --------------- | ---------------------------- | ---------------------- | -------------- | -------- | --------------------------------------------------------------------------------------- |
| 佐々木彩夏 | ささき あやか   | あーりん あーちゃん          | 1996年6月11日（29歳）  | ピンク         | 神奈川県 | ももいろクローバーZ 2019年11月24日結成メンバー                                          |
| 内藤るな   | ないとう るな   | るんぱん るんるんぱんぱん    | 2000年12月23日（24歳） | 緑             | 東京都   | 元B.O.L.T 元ロッカジャポニカ 元3B Junior 元みにちあ☆ベアーズ 2019年11月24日結成メンバー |
| 播磨かな   | はりま かな     | ハリマロン                   | 2002年2月13日（23歳）  | オレンジ       | 神奈川県 | 元Awww! 元はちみつロケット 元3B Junior 2021年7月18日加入                                |
| 田中咲帆   | たなか さほ     | さほるん さほちー            | 2003年1月9日（22歳）   | 紫             | 神奈川県 | 元CROWN POP 2023年11月11日加入                                                          |
| 雪月心愛   | ゆづき みあ     | みぃあ みあちゃん            | 2004年12月27日（20歳） | 白             | 埼玉県   | 元CROWN POP 2023年11月11日加入                                                          |
| 里菜       | りな            | りなてぃー てぃー てこちゃん | 2000年6月18日（25歳）  | 青             | 東京都   | 元CROWN POP 2024年3月29日加入                                                           |
| 千浜もあな | ちはま もあな   | もあち                       | 2007年9月11日（17歳）  | 赤             | 埼玉県   | 元スタプラ研究生 2023年11月11日加入                                                     |
| 青山菜花   | あおやま なのは | なのちゃん なーちゃん        | 2008年9月10日（16歳）  | 黄             | 東京都   | 元スタプラ研究生 元B.O.L.T 2023年11月11日加入                                           |

### 旧メンバー
| 名前     | よみ            | ニックネーム               | 生年月日               | メンバーカラー | 出身   | 備考 |
| -------- | --------------- | -------------------------- | ---------------------- | -------------- | ------ | --- |
| 高井千帆 | たかい ちほ     | ちぃ ちぃちゃん            | 2001年11月20日（23歳） | 制定前に卒業   | 東京都 | 元B.O.L.T 元ロッカジャポニカ 元3B Junior 元みにちあ☆ベアーズ 2019年11月24日結成メンバー 2023年4月9日卒業                     |
| 愛来     | あいら          | あいら あーちゃん ねえさん | 2002年12月8日（22歳）  | 制定前に卒業   | 東京都 | AMEFURASSHI、あいらもえか 元奥澤村 元3B Junior 元KAGAJO☆4S 元みにちあ☆ベアーズ 2019年11月24日結成メンバー 2023年11月11日卒業 |
| 市川優月 | いちかわ ゆづき | ゆづ ちびゆづ 市川         | 2003年11月2日（21歳）  | 制定前に卒業   | 東京都 | AMEFURASSHI 元マジェスティックセブン 元3B Junior 2019年11月24日結成メンバー 2023年11月11日卒業                               |
| 小島はな | こじま はな     | はなちゃん 小島 はな       | 2004年2月26日（21歳）  | 制定前に卒業   | 東京都 | AMEFURASSHI 元マジェスティックセブン 元3B Junior 2019年11月24日結成メンバー 2023年11月11日卒業                               |
| 鈴木萌花 | すずき もえか   | もえちん もえか            | 2002年2月5日（23歳）   | 制定前に卒業   | 東京都 | AMEFURASSHI、あいらもえか 元栗もえか 元マジェスティックセブン 元3B Junior 2019年11月24日結成メンバー 2023年11月11日卒業      |

## 略歴

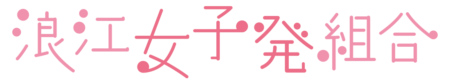
「浪江女子発組合」のロゴ

小目次 : 2019 - 2020 - 2021 - 2022 - 2023 - 2024 - 2025

### 2019年
- 11月24日、浪江町で開催された「復興なみえ町十日市祭」[13][14]のステージでお披露目された。ステージでグループ初のオリジナル曲「なみえのわ」が初披露された。今後も毎月浪江町でイベントを行うことも発表された[10]。 イベントの模様はニコニコ生放送で配信された[15]。
- 12月8日、浪江町で開催のイベント「まるしぇの日」にて「第1回定期大会」が開催された[16]。 新曲「あるけあるけ」が初披露された。ライブに加えて、浪江町役場職員や住民を交えたシンポジウムが開かれ、メンバーは浪江町について学んだ[2]。
- 12月9日、テレ朝動画『川上アキラの人のふんどしでひとりふんどし』＃215に佐々木・鈴木・内藤・高井が出演[17]。

### 2020年
- 1月25日、浪江町にて「第2回定期大会」が開催された。ゲストにニッポン放送の桐畑行良氏と浪江町役場職員を迎えて、震災後に福島・宮城・岩手を取材をしてきたマスコミとして感じたこと、報道について地元の人が感じたことなどについてのトークイベントが行われた。また、福島県本宮市のコミュニティFM放送局「FMモットコム」で放送している浪江町住民向けの番組『ワンダフルなみえ』の公開取材も行われた。ライブでは、ももいろクローバーの「あの空に向かって」も披露された[18][19][20]。
- 2月15日、浪江町にて「第3回定期大会」が開催された。ライブパートでは新曲「ミライイロの花」が初披露された。トークコーナーでは、浪江町役場職員の方を迎えて、新型コロナウイルス対策や、3月14日に全線復旧となるJR常磐線の情報、3月7日に浪江町に開所される世界最大級の水素製造プラント「福島水素エネルギー研究フィールド」に関するレクチャーを受けた[21][22][23][24]。 また、2月29日に「なみえのわ」と「あるけあるけ」が配信されることが発表された。
- 2月25日、埼玉県さいたま市のまるまるひがしにほんで開催中の特産品販売催事「ふるさとうまいもんフェア」より、佐々木・内藤・高井が商品のレポートを行う模様がTwitterライブにて生配信された。この配信中に、次回3月7日に予定されていた定期大会が新型コロナウイルスの感染拡大防止のため中止されることが発表された[25][26]。
- 2月29日、配信シングル『なみえのわ/あるけあるけ』がリリースされた[27]。
- 3月7日、定期大会が中止になった代わりに、浪江町のサンシャイン浪江、浪江駅、請戸漁港、浪江町仮設商業施設「まち・なみ・まるしぇ」を回りながらメンバーによるPeriscope配信が行われた[28][29][30]。
- 3月9日、「REALIVE360 presents「高城れにの大感さ祭♡（だいかんさしゃい）」」に出演[31][32]。
- 4月5日、スタプラメンバーが総出演でお送りするYouTubeショッピング番組『チャレンジ！推し売りプラネット！～アイドルも家にいろ！～』に出演[33]。
- 4月28日、全員参加でのPeriscope生配信が行われた[34]。
- 5月22日、配信シングル『ミライイロの花』がリリースされた[35]。 また、佐々木彩夏がインスタライブを実施した。
- 6月20日 オンラインフェス「ONLINE YATSUI FESTIVAL! 2020」に出演[36]。
- 9月1日、郵便局で販売される2021年用の「東北復興応援年賀状」として、浪江女子発組合オリジナル年賀状が登場した[37][38]。
- 10月4日 オンラインフェス「TOKYO IDOL FESTIVAL オンライン 2020」に出演[39]。
- 10月10日、佐々木彩夏PPPによる「浪江発立川へ 秋」の説明が公式TwitterのPeriscope生配信で行われた[40]。
- 10月31日、TACHIKAWA STAGE GARDENにて有観客イベント「浪江発立川へ 秋」が開催された[41]。新曲「つながる、ウンメイ」、「またキミと。」が初披露された。
- 11月25日、配信シングル『つながる、ウンメイ/またキミと。』がリリースされた[42]。

### 2021年
- 1月24日、ニコニコ生放送にて「浪江女子発組合 新春ニコ生スペシャル」を配信[43]。浪江町にて「定期大会」が開催予定だったが、新型コロナウイルス感染拡大の影響で延期となった。
- 3月3日、YouTube公式チャンネルが開設された[44]。（YouTubeチャンネル開設告知日は3月3日だか、実際の開設日は3月1日。）
- 3月13日、浪江町にて「第4回定期大会」が開催された[45][46]。浪江町役場の大柿さんを迎えて、3月20日にグランドオープンする道の駅なみえや、浪江町の現状についての話を聞いた。また、スポニチの公開インタビューが行われた[47]。
- 4月11日、浪江町にて「第5回定期大会〜青空の下で、また君と。〜」が開催された[48][49]。 ライブの他、「浪江町の組合通信」コーナーでは、「すっごいYOSAKOIがやって来た」と題して「Wonderなみえ」によるYOSAKOIのパフォーマンス披露が行われた[50]。 また、「浪江町への永住移住の勧め」と題して、町外からの移住をサポートする制度を作り応援する活動を始めている浪江町役場定住推進係の方をお迎えして、地域おこし協力隊「なみえプロモーション課」プロジェクトメンバー募集に関する話を聞いた[51]。 なお、このイベントは、100%再生可能エネルギーを使用した燃料電池自動車3台の電源だけを使って運営された。
- 5月22日、YouTube公式チャンネルにてオンラインイベント「佐々木彩夏PPPが今後の浪江を語る会」を配信[52]。佐々木PPPを中心に鈴木・内藤・高井と、電話で浪江町役場の大柿さんも交えて、今後の浪江の活動についての話し合いを行った。ライブパートでは、佐々木と内藤のユニットによる新曲「ほれ、あいべ！」を初披露した[53]。
- 7月4日、幕張海浜公園Gブロックにて超NATSUZOME2021に出演[54]。
- 7月18日、横浜ベイホールにて浪江女子発組合 出張公演「297kmのうた」を開催[55]。 新メンバーとしてAwww!の播磨かなが加入した。公演の模様はYouTube公式チャンネルで生配信された[56]。
- 8月7日、YouTube公式チャンネルにて、内藤・高井・播磨の3人で生配信番組が配信された。PPPはコメントで参加した[57]。
- 8月29日、横浜アリーナにて開催された「@JAM EXPO 2020-2021」に出演[58]。
- 9月5日、予定されていた定期大会が延期となったため、オンラインイベント「おは福」がYouTube公式チャンネルにて生配信された[59]。
- 9月25日、明治座にて開催された東京都民限定の有観客ライブ「浪江女子発組合 出張公演 〜ももクロさんお先に失礼します〜」にて、ワンマンライブ開催とアルバム発売が発表された[60][61]。
- 10月18日、タワーレコード錦糸町パルコ店にて浪江女子発組合トークイベント「浪江っ子」を開催。浪江女子発組合Twitterアカウントとタワーレコード錦糸町パルコ店ツイキャスアカウントで配信する[62]。
- 10月30日、横浜アリーナにて開催された「「ミューコミVR」 presents スタプラアイドルフェスティバル〜今宵、2人目のシンデレラが決まる〜」のオープニングライブに出演[63]。
- 11月2日、タワーレコード錦糸町パルコ店にて浪江女子発組合トークイベント「第二回浪江っ子」を開催。浪江女子発組合Twitterアカウントとタワーレコード錦糸町パルコ店ツイキャスアカウントで配信された。
- 11月5日、TOKYO FM『太田胃散 presents Friday Night Party 浪江女子発組合 半蔵門発浪江行ラジオ』が1ヶ月間限定プログラムとして放送開始。
- 11月20日、浪江町にて「第7回定期大会」を開催。7ヵ月ぶりとなる浪江での開催で、トークコーナーでは浪江町役場の大柿さんから前回からの浪江町の変化について話を聞いた。また、高井千帆の20歳の誕生日当日ということで地元の鈴木酒造店の日本酒「磐城壽」がプレゼントされた[64]。
- 11月24日、YouTube公式チャンネルにて結成2周年生配信[65] 初アルバムのタイトルと発売日が発表された。[66][67]。
- 12月11日、LINE CUBE SHIBUYA（渋谷公会堂）にて「2021年JA浪江 組合総会 あいのりきっぷ」を開催。新曲「それぞれのハタ」、「桜梅桃李夢物語」を初披露した[68][69]。
- 12月31日、日本武道館にて開催された「第5回ももいろ歌合戦」に出演[70]。

### 2022年
- 1月30日、予定されていた定期大会が中止になった代わりにYouTube生配信が実施された[71]。
- 2月4日、配信シングル『桜梅桃李夢物語』がリリースされた。また、昨年11月に続いてTOKYO FM「太田胃散 presents Friday Night Party 浪江女子発組合 半蔵門発浪江行ラジオ」が1ヶ月間限定プログラムとして再び放送開始。
- 2月20日、仙台PITにて「あいのりきっぷ 花咲む（はなえむ）」が開催された。新曲として「ハレノヒの足跡」及び愛来・市川・小島・内藤のユニット曲「ロマンスはエチュード」、佐々木・鈴木のユニット曲「二十歳」、高井・播磨のユニット曲「バディ・フィルム」が初披露された[72][73][74]。
- 2月21日、1stアルバム収録曲から「ハレノヒの足跡」の先行配信が開始された[75][76]。
- 2月23日 1stアルバム『花咲む』（はなえむ）を発売。また、発売を記念してリミスタにて「『花咲む』発売記念第一回5時間耐久！何人書けるかオンラインサイン会」が開催された[77]。
- 3月3日、日本青年館ホールにて開催された「R-1 フェス 2022〜ピン芸と音楽の祭典〜」に出演[78]。
- 3月8日・9日、プロデューサー佐々木彩夏に密着したドキュメンタリー番組が公式YouTubeにて配信[79][80][81]。
- 3月21日、株式会社NTTドコモが実施したリアル空間とデジタルコンテンツを融合させる実証実験に、3D映像として内藤・高井・播磨が出演した[82]。
- 4月10日、いこいの村なみえにて開催された「第3回なみえ水素まつり」の水素シンポジウムに播磨かなが登壇した[83]。
- 4月23日・24日、福島県・J-VILLAGEにて開催されたももいろクローバーZのライブ「ももクロ春の一大事2022 笑顔のチカラ つなげるオモイ in 楢葉・広野・浪江 三町合同大会」に併設の「きてくんちぇパーク」ステージに出演[84]。
- 4月23日、道の駅なみえ北側の請戸川土手（うけどがわ）にて「「夜桜を見る会〜花火大会〜」in 浪江」をももいろクローバーZとともに開催[85]。 ゲストはいぎなり東北産。
- 4月25日、浪江町にて「Monday 居残りライブ in 浪江」を開催[86]。
- 6月26日、道の駅なみえ北側の請戸川土手にて「第8回定期大会」を開催[87] 。トークコーナーでは、「NAMIE WATER」がモンドセレクションで2年連続金賞受賞したこと[88]、うけどんがSNSで活動していて、先日はAMEFURASSHIの「#MOIチャレンジ」を踊ったこと[89]、福島県で1番のマッスルを決める大会「福島ッスル」第2回が道の駅なみえで開催されること[90]などを浪江町役場の及川さんから聞いた。なお、定期大会は開始直後からのゲリラ豪雨により途中で中止となった[91]。
- 7月5日、フジテレビNEXT『しおこうじ玉井詩織×坂崎幸之助のお台場フォーク村NEXT』に生出演[92]。
- 8月7日、「TOKYO IDOL FESTIVAL 2022」に出演。[93]
- 8月27日、「第9回定期大会「ユウマさん かっこいい～雨女リベンジ～」」を開催。ライブの他、8月5日に就任した吉田栄光浪江町長の挨拶、浪江町を盛り上げるヒーロー「なみえアベンジャーズ」から特産品のPRや「第3回福島ッスル」「東北五大やきそばサミットinなみえ」のお知らせ、さらに浪江町役場の及川さん、浪江町地域おこし協力隊の吉野さん、イラストを通じて浪江町をPRしているなみえ創成中学校3年のあ～なさんによる活動報告などが行われた。ライブではメンバーやスタッフから客席に大量の水が捲かれた[94][95]。
- 8月28日、「@JAM EXPO 2022」に出演。
- 9月17日・18日、浪江町役場駐車場で開催された「東北五大やきそばサミットinなみえ -HYDROGEN POWER-」に播磨かなが出演。
- 10月22日、「赤磐×浪江“ゆい（結）”フェアin KITTE」のトークショーに出演[96][97]。 また、近況報告生配信も行われた[98]。
- 11月13日、浪江女子発組合3周年記念生配信を実施。「クイズ浪江ニュース シーズン2」「一手間アレンジ なみえ焼きそば料理対決」を行った[99]。

### 2023年
- 1月2日、「TOKYO IDOL PROJECT × @JAM ニューイヤープレミアムパーティー2023」に出演[100]。
- 1月14日、「スタプラアイドルフェスティバル ～今宵、シンデレラグループが決まる～」（会場：横浜アリーナ）に出演[101]。
- 2月19日、「浪江女子発組合 出張公演 ～合同生誕祭～」（会場：恵比寿ザ・ガーデンホール）を開催[102][103]。
- 3月12日、「IDORISE!! FESTIVAL 2023」」（出演会場：Spotify O-EAST）に出演[104]。
- 3月19日、YouTube公式チャンネルにて「春の生配信」を開催[105]。
- 4月9日、道の駅なみえ北側の請戸川土手にて「第10回定期大会」＆花火大会を開催[106]。 このライブをもって高井千帆がグループを卒業した[107]。
- 4月30日、YouTube公式チャンネルにて「GW生配信」を開催[108]。
- 5月28日、「浪江女子発組合 出張公演　またキミと、」（会場：Spotify O-EAST）を開催。7人体制で初のライブ。大堀相馬焼をイメージした新衣装と、新曲「桜流し」を初披露した[109]。
- 5月31日、配信シングル『桜流し』がリリースされた。
- 6月18日、YouTube公式チャンネルにて生配信。6月初旬に高井千帆含むメンバー8人でプライベートで行った東京ディズニーランドでのエピソードを披露した[110]。
- 7月22日、「浪江女子発組合 真夏を乗り切る某所からの生配信」と題して、過去に内藤るながやかんとアイドルのロケ[111][112]でも利用した「SaunaLab Kanda（サウナラボ神田）」から生配信を行った[113]。
- 8月4日、「TOKYO IDOL FESTIVAL 2023」に出演[114]。
- 8月13日、第11回定期大会「浪江女子発組合“夏の大はしゃぎ”あついぞ！！」を浪江町・道の駅なみえ特設会場にて開催[115]。
- 8月26日、「@JAM EXPO 2023」に出演[116]。
- 9月24日、YouTube公式チャンネルにて「浪江女子発組合 秋の生配信」と題して、現メンバー7人と旧メンバー高井千帆の計8人でプライベートで行ったユニバーサル・スタジオ・ジャパンでのエピソードを披露した。また、この配信の中で2023年11月に開催予定の浪江町で開催されるライブを最後にAMEFURASSHIのメンバー4人全員（愛来、市川優月、小島はな、鈴木萌花）が浪江女子発組合を卒業すると発表された[117][118]。
- 10月1日、浪江女子発組合 出張公演「移り変わらぬ気持ち　～満開のコスモス～」＜2部制＞を柏PALOOZAにて開催。本公演の第2部において愛来、市川優月、小島はな、鈴木萌花が浪江女子発組合としての最後の活動となる公演が2023年11月11日に浪江町・道の駅なみえ特設会場にて開催されると発表された[119]。
- 11月11日、浪江女子発組合「～全曲やります!!～浪女大納会2023」を浪江町・道の駅なみえ特設会場にて開催。愛来、市川優月、小島はな、鈴木萌花が浪江女子発組合を卒業した。また公演の最後に新メンバーとして田中咲帆、雪月心愛、千浜もあな、青山菜花が加入すること[120]、12月11日に都内某所にて新体制初のお披露目イベントが開催決定したことが発表された。
- 12月11日、都内では初となるフリーライブイベント「第1回 浪江女子発組合 ララ♪ふれあいの集い」をアーバンドック ららぽーと豊洲にて開催[121]。新メンバー4人のお披露目となった。また、ライブの様子はスタコミュにて配信された。
- 12月24日、BS日テレにてドキュメンタリー番組「浪江女子発組合〜浪江町から日本中に笑顔を〜」が放送。
- 12月31日、「第7回 ももいろ歌合戦」に出演[122]。

### 2024年
- 1月20日、「第2回 浪江女子発組合 ふれあいの集い 〜大寒の野外で寒修行なのだ〜in SAN-POWスタジアム野田」を開催[123]。令和6年能登半島地震復興のため募金箱を設置し、チケット1枚あたり1,000円と合わせて寄付した。
- 2月11日、「新野田市駅オープンフェスタ」（会場：野田市駅）に出演（佐々木彩夏欠席。）[124]。
- 2月17日、「第3回 浪江女子発組合 ララ・ふれあいの集い〜虹色の天使のささやき〜」をららぽーと柏の葉にて開催。令和6年能登半島地震復興のための募金箱を設置し寄付した[125]。
- 3月9日、「イオンリテール主催：第9回東北フェア」にてステージイベント「イオン東北フェア　「浪江女子発組合」　トーク&ミニライブ〜浪江旋風巻き起こせ！！inイオンレイクタウン〜  」（会場：イオンレイクタウンmori　木の広場出演）に出演[126]。
- 3月16日、「「渋谷で福島！」浪江女子発組合トークショー」（会場：渋谷キャスト スペース）に出演（千浜もあな、青山菜花欠席。）[127]。
- 3月16日、「IDORISE!! FESTIVAL 2024」（出演会場：Spotify O-EAST）に出演[128]。
- 3月29日、YouTube生配信「浪江女子発組合 重大発表」にて同日より里菜が加入することが発表された。なお里菜のステージ活動開始は5月5日にNEW PIER HALLで行われる「第6回　出張公演　思わせぶりな出会い　春合宿」からになると発表された。
- 4月6日、岡山県津山市にて行われた「2024 津山さくらまつり」に出演[129][130]。
- 4月13・14日、「ももクロ春の一大事2024 in 亀岡市」（会場：京都府・亀岡市 亀岡運動公園）での外周パーク「京都やかんランド」で行われる外周ステージ「〜やかん大作戦 in 亀岡〜」に出演[131]。
- 4月26日、大阪市中央区なんば広場にて行われた「ミナミ・フライング万博2024」オープニングイベントに浪江女子発組合から内藤るな、播磨かな、千浜もあな、青山菜花が出演[132]。
- 5月5日、「第6回 出張公演 思わせぶりな出会い 春合宿」（会場：NEW PIER HALL）開催[133]。ニコニコ生放送のアイドル専門チャンネル「ニコドル」にて配信された[134]。このライブより里菜のステージ活動が開始された。またこのライブにて新曲「いろむすび」が初披露された[135][注 1]。同日、里菜加入による8人体制としての初のMV『またキミと。』が公式YouTubeチャンネルにて公開された[136]。
- 5月5日、スタプラ研究生兼任メンバーの千浜もあな、青山菜花の両名が6月9日より浪江女子発組合専属メンバーとなることが発表された[137]。
- 6月9日、千浜もあな、青山菜花の両名が前日6月8日をもってスタプラ研究生を卒業し、6月9日より浪江女子発組合専属メンバーとなった[137]。
- 6月29日、「第4回 浪江女子発組合 ララ・ふれあいの集い～梅雨をふきとばせ！〜　動画で“わ”をひろげよう！」（会場：ららぽーと富士見　屋外広場）開催[138]。
- 7月12日、「ZEPPIN DISCO - IDOL - Presented by TIGET」（会場：KT Zepp YOKOHAMA）に出演[139]。
- 7月25日、2024年8月1日から2027年7月31日まで浪江町の「ふるさと応援大使」就任の委嘱状交付式が行われた[5][140]。
- 7月26日、配信シングル『いろむすび』がリリースされた。また同日、MVも公開された[141]。
- 7月27・28日、佐々木彩夏、播磨かな、雪月心愛、里菜が浪江女子発組合として初めての海外イベント「漫画博覧会 2024」（会場：台湾・台北市　台北世貿一館）に出演[142]。
- 8月1日、浪江町の「ふるさと応援大使」に就任。（2027年7月31日までの予定。）浪江町での「ふるさと応援大使」は第1号となった[6]。
- 8月2日、「TOKYO IDOL FESTIVAL 2024」に出演[143]。
- 8月4日、「第70回　野田夏まつり躍り七夕」（会場：千葉県・野田市　第70回記念広場（上町駐車場））ミニコンサートに出演[144]。
- 8月8日、田中咲帆、雪月心愛、里菜が兼任しているCROWN POPが解散した。それに伴い、佐々木彩夏以外は浪江女子発組合専属となった。
- 8月18日、「タイフェアin東京-THAI EXPO TOKYO 2024」（会場：代々木公園イベント広場）に出演[145]。
- 8月20日、東京ドームで行われる巨人-広島戦について、福島県浪江町が提供する「福島県浪江町ナイター」として開催された。試合前には浪江女子発組合が登場し、佐々木彩夏がセレモニアルピッチを行った[146][147]。
- 8月25日、「浪江女子発組合 スプラッシュ祭」（会場：イオンモール木更津 G駐車場 特設会場）開催[148]。
- 9月8日、「UP-T presents かがやきフェス2024」（出演会場：本多の森北電ホール）に出演[149][注 2][150]。
- 9月16日、「@JAM EXPO 2024 supported by UP-T」（出演会場：横浜アリーナ）に出演[151]。
- 11月22・23日、「STARDUST THE PARTY 2024」（会場：横浜BUNTAI）に出演[152][153]。
- 12月4日、ミニアルバム『会いに行っていいですか』がリリースされた[154]。

### 2025年
- 3月29日、更なる発展と地域社会への貢献を目指すという名目でグループ名が変更されることが発表された[155]。
- 6月28日、ニッショーホールで開催された6月公演第1部「咲き続けるなみえの花」にて浪江女子発組合としての最後のライブとなり、同日に開催された6月公演第2部「タイトル未定」にて「浪江女子発組合」から「LumiUnion」（ルミユニオン）へのグループ名改名が発表され、改名後初の公演を開催した[156]。
- 7月23日、LumiUnion改名後初の配信限定シングル『We are the One』が配信開始された[157]。なお、これまでの浪江女子発組合の楽曲はEVIL LINE RECORDSからリリースされていたが、LumiUnion改名後の本作よりスターダストプロモーションからリリースされている[158]。

## ディスコグラフィ

### シングル

#### 配信限定シングル
（※ アルバム等からの先行配信で各種配信サイトにて配信シングル扱いになっていない曲についてはナンバリングしていない。）
浪江女子発組合
| #                 | 配信開始日        | タイトル                        | 収録曲                                    | 備考                               |
| EVIL LINE RECORDS | EVIL LINE RECORDS | EVIL LINE RECORDS               | EVIL LINE RECORDS                         | EVIL LINE RECORDS                  |
| ----------------- | ----------------- | ------------------------------- | ----------------------------------------- | ---------------------------------- |
| 1                 | 2020年2月29日     | なみえのわ/あるけあるけ         | 1. なみえのわ 2. あるけあるけ             | 両A面シングル                      |
| 2                 | 2020年5月22日     | ミライイロの花                  | 1. ミライイロの花                         |                                    |
| 3                 | 2020年11月25日    | つながる、ウンメイ/またキミと。 | 1. つながる、ウンメイ 2. またキミと。     | 両A面シングル                      |
| 4                 | 2022年2月4日      | 桜梅桃李夢物語                  | 1. 桜梅桃李夢物語                         | アルバム『花咲む』からの先行配信曲 |
| -                 | 2022年2月21日     | ハレノヒの足跡                  | - ハレノヒの足跡                          | アルバム『花咲む』からの先行配信曲 |
| 5                 | 2023年5月31日     | 桜流し                          | 1. 桜流し                                 |                                    |
| 6                 | 2024年7月26日     | いろむすび                      | 1. いろむすび 2. またキミと。 (2024 ver.) |                                    |
| 7                 | 2024年11月20日    | 会いに行っていいですか          | 1. 会いに行っていいですか                 | ミニアルバム表題曲の先行配信       |

LumiUnion
| #                          | 配信開始日                 | タイトル                   | 収録曲                     | 備考                       |
| スターダストプロモーション | スターダストプロモーション | スターダストプロモーション | スターダストプロモーション | スターダストプロモーション |
| -------------------------- | -------------------------- | -------------------------- | -------------------------- | -------------------------- |
| 8                          | 2025年7月23日              | We are the One             | 1. We are the One          | LumiUnion改名後初シングル  |

### アルバム
浪江女子発組合
| #                 | 発売日 （配信開始日）           | タイトル          | 規格品番             | 収録曲 | 順位              |
| EVIL LINE RECORDS | EVIL LINE RECORDS               | EVIL LINE RECORDS | EVIL LINE RECORDS    | EVIL LINE RECORDS | EVIL LINE RECORDS |
| ----------------- | ------------------------------- | ----------------- | -------------------- | --- | ----------------- |
| 1                 | 2022年2月23日 （2022年2月23日） | 花咲む            | KICS-94023 KICS-4023 | CD（初回限定盤・通常盤共通） 1. Overture ～浪江発の風にのって～ 2. なみえのわ 3. 桜梅桃李夢物語 4. ミライイロの花 5. あるけあるけ 6. ほれ、あいべ！ 7. それぞれのハタ 8. いつかまた浪江の空を 9. つながる、ウンメイ 10. ハレノヒの足跡 11. またキミと。 Blu-ray（初回限定盤のみ） - 「JA浪江の2021年」ドキュメンタリームービー - 「浪江女子発組合 出張公演 〜ももクロさんお先に失礼します〜」LIVE DIGEST VIDEO 封入特典（初回限定盤のみ） - JA浪江スペシャルタウンガイドPHOTOBOOK | 18位              |

### ミニアルバム
浪江女子発組合
| #                 | 発売日 （配信開始日）           | タイトル               | 規格品番             | 収録曲 | 順位              |
| EVIL LINE RECORDS | EVIL LINE RECORDS               | EVIL LINE RECORDS      | EVIL LINE RECORDS    | EVIL LINE RECORDS | EVIL LINE RECORDS |
| ----------------- | ------------------------------- | ---------------------- | -------------------- | --- | ----------------- |
| 1                 | 2024年12月4日 （2024年12月4日） | 会いに行っていいですか | KICS-94184 KICS-4184 | CD（初回限定盤・通常盤共通） 1. 会いに行っていいですか 2. Bloomy Journey 3. いろむすび 4. 桜梅桃李夢物語・弐 5. バディ・フィルム 6. ロマンスはエチュード 7. 二十歳 8. またキミと。 (2024 ver.) 9. なみえのわ (2024 ver.) Blu-ray（初回限定盤のみ） - 「JA浪江2024」ドキュメンタリームービー - みんなで仲良く和気”愛愛燦”！ちょっぴり遠出して親睦を深めようの会 - 「会いに行っていいですか」MUSIC VIDEO 応援店舗特典 - トレカ（全9種ランダム） | 23位              |

### 参加作品
- 「EVIL LINE RECORDS -FIGURE of EIGHT MASHUP by TeddyLoid-」所属レーベル発足8周年を記念して制作された。TeddyLoidが12組の所属アーティストの楽曲をマッシュアップした作品。YouTubeのMVのみで公開[172][173]。
- 『スタプラアイドルフェスティバル2023』Blu-ray[174]。

## 活動

### 定期大会・ワンマンライブ
| 開催日         | タイトル                                                                                 | 会場                                  | 備考 |
| -------------- | ---------------------------------------------------------------------------------------- | ------------------------------------- | --- |
| 2019年12月08日 | 第1回定期大会                                                                            | サンシャイン浪江                      | 「あるけあるけ」を初披露 |
| 2020年01月25日 | 第2回定期大会                                                                            | サンシャイン浪江                      | |
| 2020年02月15日 | 第3回定期大会                                                                            | サンシャイン浪江                      | 「ミライイロの花」を初披露 |
| 2020年10月31日 | 浪江発立川へ 秋                                                                          | TACHIKAWA STAGE GARDEN                | 第1部：第6回定期大会 第2部：第1回ギリギリ公演 第3部：ハロウィンかわいい選手権 「つながる、ウンメイ」「またキミと。」を初披露  |
| 2021年03月13日 | 第4回定期大会                                                                            | サンシャイン浪江                      | 浪江町役場駐車場で東北在住者限定の有観客ライブを行う予定だったが、 荒天のためサンシャイン浪江での無観客配信ライブとなった。   |
| 2021年04月11日 | 第5回定期大会〜青空の下で、また君と。〜                                                  | 浪江町役場駐車場                      | 福島県在住者限定 |
| 2021年07月18日 | 浪江女子発組合 出張公演「297kmのうた」                                                   | 横浜ベイホール                        | 新メンバーとしてAwww!の播磨かなが加入                                                                                         |
| 2021年09月25日 | 浪江女子発組合 出張公演 〜ももクロさんお先に失礼します〜                                 | 明治座                                | 東京都民限定 |
| 2021年11月20日 | 第7回定期大会                                                                            | 浪江町役場駐車場                      | |
| 2021年12月11日 | 2021年JA浪江 組合総会 あいのりきっぷ                                                     | LINE CUBE SHIBUYA                     | 東北県在住者、医療従事者を対象にした割引チケットも販売                                                                        |
| 2022年02月20日 | あいのりきっぷ 花咲む（はなえむ）                                                        | 仙台PIT                               | 2回公演 |
| 2022年04月25日 | Monday 居残りライブ in 浪江                                                              | 浪江町地域スポーツセンター 駐車場     | |
| 2022年06月26日 | 第8回定期大会                                                                            | 道の駅なみえ北側の請戸川土手          | 開始直後からの荒天のため公演途中で終了となった。                                                                              |
| 2022年08月27日 | 第9回定期大会「ユウマさん かっこいい～雨女リベンジ～」                                   | 道の駅なみえ北側の請戸川土手          | |
| 2023年02月19日 | 浪江女子発組合 出張公演 ～合同生誕祭～                                                   | 恵比寿ザ・ガーデンホール              | |
| 2023年04月09日 | 第10回定期大会                                                                           | 道の駅なみえ北側の請戸川土手          | 高井千帆卒業公演 定期大会後には花火大会も実施された                                                                           |
| 2023年05月28日 | 浪江女子発組合 出張公演 またキミと、                                                     | Spotify O-EAST                        | 「桜流し」を初披露 |
| 2023年08月13日 | 第10回定期大会「浪江女子発組合“夏の大はしゃぎ”あついぞ！！」                             | 道の駅なみえ特設会場                  | |
| 2023年10月01日 | 浪江女子発組合 出張公演 「移り変わらぬ気持ち ～満開のコスモス～」                        | 柏PALOOZA                             | 2部制 |
| 2023年11月11日 | 浪江女子発組合「～全曲やります!!～浪女大納会2023」                                       | 道の駅なみえ特設会場                  | 愛来、市川優月、小島はな、鈴木萌花卒業公演 田中咲帆、雪月心愛、千浜もあな、青山菜花が新メンバーとして加入することが発表された |
| 2023年12月11日 | 第1回 浪江女子発組合 ララ♪ふれあいの集い                                                 | アーバンドック ららぽーと豊洲         | 田中咲帆、雪月心愛、千浜もあな、青山菜花の初お披露目                                                                          |
| 2024年01月20日 | 第2回 ふれあいの集い~大寒の屋外で寒修行なのだ~ in SAN-POWスタジアム野田                  | SAN-POWスタジアム野田                 | |
| 2024年02月17日 | 第3回 浪江女子発組合 ララ・ふれあいの集い～虹色の天使のささやき～                        | ららぽーと柏の葉 本館3Fセンタープラザ | |
| 2024年05月05日 | 第6回 出張公演 思わせぶりな出会い 春合宿                                                 | NEW PIER HALL                         | 2夜制（2部制） 里菜のステージ活動開始 ニコニコ生放送のアイドル専門チャンネル「ニコドル」にて配信                              |
| 2024年06月29日 | 第4回 浪江女子発組合 ララ・ふれあいの集い～梅雨をふきとばせ！〜 動画で“わ”をひろげよう！ | ららぽーと富士見 屋外広場             | 2部制 千浜もあなはスケジュールの都合により欠席                                                                                |
| 2024年08月17日 | （ライブ中止）                                                                           | 浪江町                                | 2024年7月16日に同年8月17日開催予定であった浪江町でのライブの中止が発表された。                                                |
| 2024年08月25日 | 浪江女子発組合 スプラッシュ祭                                                            | イオンモール木更津 G駐車場 特設会場   | 夏の水撒き演出ライブ |

### その他の単独イベント
| 開催日         | タイトル | 会場                             | 備考                                                                                 |
| -------------- | --- | -------------------------------- | ------------------------------------------------------------------------------------ |
| 2019年11月24日 | 復興なみえ町十日市祭・ももいろクローバーZステージイベント                                                           | 浪江町地域スポーツセンター敷地内 | 「なみえのわ」を初披露                                                               |
| 2021年05月22日 | 佐々木彩夏 PPP が今後の浪江を語る会                                                                                 |                                  | オンラインイベント 「ほれ、あいべ！」を初披露                                        |
| 2021年09月05日 | 浪江女子発組合 オンラインイベント「おは福」                                                                         |                                  | 延期された定期大会の代わりとなるオンラインイベント                                   |
| 2021年10月18日 | 浪江っ子 | タワーレコード錦糸町パルコ店     | トークイベント                                                                       |
| 2021年11月02日 | 第二回浪江っ子 | タワーレコード錦糸町パルコ店     | トークイベント                                                                       |
| 2021年11月24日 | 浪江女子発組合「結成2周年生配信」                                                                                   |                                  |                                                                                      |
| 2022年01月30日 | 浪江女子発組合生配信                                                                                                |                                  | 中止された定期大会の代わりとなるオンラインイベント                                   |
| 2022年04月23日 | 『夜桜を見る会〜花火大会〜』in 浪江                                                                                 | 道の駅なみえ北側の請戸川土手     | ゲストトークと花火大会 2020年に開催予定で中止となった『夜桜を見る会』の復活イベント  |
| 2022年11月13日 | 浪江女子発組合3周年記念生配信                                                                                       |                                  | 11月24日で結成3周年を迎えることを記念したYouTube生配信                               |
| 2023年04月30日 | GW生配信 |                                  |                                                                                      |
| 2023年06月18日 | 浪江女子発組合 生配信                                                                                               |                                  |                                                                                      |
| 2023年07月22日 | 浪江女子発組合 真夏を乗り切る某所からの生配信                                                                       | SaunaLab Kanda                   |                                                                                      |
| 2023年09月24日 | 浪江女子発組合 秋の生配信                                                                                           |                                  | 2023年11月に愛来、市川優月、小島はな、鈴木萌花が浪江女子発組合を卒業すると発表された |
| 2024年03月29日 | 浪江女子発組合 重大発表                                                                                             |                                  | YouTube生配信にて里菜が加入すると発表された                                          |
| 2024年06月12日 | 浪江女子発組合 緊急配信！ 6月11日に誕生日を迎えたあーりんをみんなでお祝いしよう！＆もあなのちゃんようこそJA浪江へ！ |                                  |                                                                                      |
| 2024年10月20日 | 浪江女子発組合 秋の生配信                                                                                           |                                  |                                                                                      |
| 2024年11月17日 | 1st EP「会いに行っていいですか」の発売がもっともっと楽しめる配信                                                    |                                  |                                                                                      |
| 2024年12月04日 | 結成5周年＆1st EP「会いに行っていいですか」発売当日記念配信                                                         |                                  |                                                                                      |
| 2024年12月05日 | 「会いに行っていいですか」発売記念！『どこにいたって会いに行けるのがオンラインサイン会』                            |                                  |                                                                                      |

## 出演

### テレビ
- 二畳半レコード（2019年12月14日、福島中央テレビ）[177]
- パロパロ（2020年2月14日、テレビユー福島）[178]
- NHKニュース おはよう日本（2020年3月17日、NHK総合）[179]
- うまいッ!（2021年2月8日・20日、NHK総合） - 震災10年SPにピンク・プレイング・プロデューサーの佐々木彩夏が出演[180]
- J-MELO（2021年3月8日、NHK WORLD-JAPAN）（BSプレミアムでも3月13日と4月3日に放送）[181]
- 大好き♡東北 定禅寺しゃべり亭（2021年5月8日、NHK総合（東北地方）） - ピンク・プレイング・プロデューサーの佐々木彩夏が出演[182]
- ドキュメンタリー「解放区」アイドルの向こう側 ～ももいろクローバーZの現在地～（2022年3月6日、TBSテレビ）
- ちゃんろく。（2022年3月10日、テレビユー福島）- 佐々木[183]、（2022年4月25日）- 佐々木[184]
- 彼女が言いたかったのは、たぶん、こんな言葉たち（2022年4月11日、6月13日、BSフジ）[185]
- しおこうじ玉井詩織×坂崎幸之助のお台場フォーク村NEXT（2022年7月5日[186]、2024年9月19日[187]、フジテレビNEXT）[92]
- おはよう！ももクロChan （2023年5月12日（#31）、BS朝日）[188]
- M-ON! LIVE 浪江女子発組合 「2021年JA浪江 組合総会 あいのりきっぷ」（2023年5月30日、MUSIC ON! TV）[189]
- ゴジてれChu！キャラバンin浪江町（2023年7月17日、福島中央テレビ） - 佐々木[190][191]
- 浪江女子発組合～浪江町から日本中に笑顔を～（2023年12月24日、BS日テレ）

### ラジオ
- 太田胃散 presents Friday Night Party 浪江女子発組合 半蔵門発浪江行ラジオ（TOKYO FM）
  - 2021年11月の1カ月限定プログラム 毎週金曜19:00〜19:30[192]
  - 2022年2月の1カ月限定プログラム 毎週金曜19:00〜19:30[193]
  - 2024年3月の1カ月限定プログラム 毎週金曜19:00〜19:30[194][195]
- ワンダフルなみえ（2020年2月14日、FM Mot.com）[196]
- ももいろクローバーZ　佐々木彩夏のももクロくらぶxoxoEX（エクストラ）（2021年7月21日、ニッポン放送）[197]
- Radio de Show ラジオでしょう（2022年2月7日、ラジオ福島）- 佐々木・播磨
- GoGoはみみこい ラジオな気分（2022年2月10日、tbcラジオ）- 佐々木・内藤
- 山崎怜奈の誰かに話したかったこと。（2022年2月15日、TOKYO FM）- 佐々木
- 2畳半レコード オン ラヂオ（2022年2月19日、ふくしまFM）- 佐々木・小島・高井
- ももいろクローバーZのSUZUKI ハッピー・クローバー！TOP10（2022年2月20日、TOKYO FM）- 佐々木
- Morning Brush（2022年2月24日、Date fm）- 佐々木・鈴木
- RADIO GROOVE（2022年2月24日、ふくしまFM）- 佐々木・愛来・市川
- 寺谷一紀とい・しょく・じゅう（2022年3月10日、ラジオ関西）- 播磨
- チュウモリ木曜日 推シマシ（2022年3月10日、CBCラジオ）- 高井・播磨
- 武田梨奈のこだわりな時間（2022年3月26日、ラジオ関西・ラジオNIKKEIは29日）- 佐々木・播磨[198]
- 浪江女子発組合 ラジオ定期大会（2023年3月28日、ニッポン放送）[199]

### インターネットテレビ／ライブ動画配信
- 【ももいろクローバーZ、浪江女子発組合 ライブ生中継】復興なみえ町十日市祭（2019年12月24日、ニコニコ生放送） [15]
- 川上アキラの人のふんどしでひとりふんどし（2019年12月9日（＃215 - 佐々木・鈴木・内藤・高井）[17]、2021年4月12日（＃269 - 佐々木・高井・愛来）[200] 、（2021年7月19日（#283））[201]、（2022年4月25日（#318 ））[202]、（2022年8月29日（#333 ）[203]）、テレ朝動画）
- お手伝いももクロトラベル（2022年12月2日（#18）[204][205]、 2022年12月9日（#19）[206][207]、Paravi）

### 雑誌
- 日経エンタテインメント! 2022年4月号 （2022年3月3日発売 日経BP）

### 新聞ほか
- デーリー東北（2020年3月8日）[208]
- 夕刊フジ（2020年11月19日）- 内藤[209]・（2021年10月7日）- 愛来[210]
- スポニチ福島版 （2021年3月14日）[47]
- 広報なみえ令和3年6月号[211]
- W magazine（2022年2月25日、株式会社マイナビ）[212][213]

### WEB
- 浪江女子発組合 それぞれの2年間　1stアルバム『花咲む』への想いを語る（2022年2月26日、MusicVoice）[214]
- 【さえもんGO！】巨大なアイドルが新宿に出現！？リアルと3D映像を融合させるAR技術を体験してきた！（2022年4月4日）[215]

### その他
- ウォーキングアプリ「aruku&（あるくと）」とのコラボ （2022年3月17日4:00 - 30日3:59）[216]
- NTTドコモ 実証実験 街なか巨大化AR「浪江女子発組合」視聴会（2022年3月21日） - 映像に内藤・高井・播磨が出演[82]
- ゲームアプリ「ロードモバイル」とのコラボ：「ロードモバイル×浪江女子発組合 〜みんなで挑め！ギルドの"わ"を広げよう〜」（2024年10月20日 - 11月18日）[217]